# Batocera ushijimai
Batocera ushijimai là một loài bọ cánh cứng trong họ Cerambycidae.